# Charles Aloys de Fürstenberg
Charles Aloys de Fürstenberg, né le 26 juin 1760 à Prague et mort le 25 mars 1799 à Stockach, est un maréchal du Saint-Empire. Il meurt à la bataille de Stockach.

## Biographie
Il est membre de la maison von und zu Fürstenberg et combat pour les Habsbourg. Il est décoré de l'Ordre de Saint-Hubert (Bavière).
Il participe à la guerre de Succession de Bavière, à la guerre austro-turque où il prend part au siège de Belgrade (1789). Pendant la guerre de la Première Coalition, il prend part à la bataille de Neresheim (août 1796), à celles d'Emmendingen et de Schliengen (octobre 1796) et dirige le siège de Huningue (novembre 1796-février 1797). Pendant celle de la Deuxième Coalition, il combat à la bataille d'Ostrach (20-21 mars 1799) et au combat de Stockach (25 mars) où il est tué par un obus français. 
Il est le père de Charles-Egon II de Fürstenberg et le beau-père d'Alexander Ferdinand, 3e prince de Thurn und Taxis.